# Маринеску, Александра
Александра Маринеску (рум. Alexandra Marinescu, род.19 марта 1982) — румынская гимнастка, призёрка Олимпийских игр и чемпионатов мира.

## Биография
Родилась в 1982 году в Бухаресте. В 1994 и 1996 годах становилась чемпионкой Европы среди юниоров. Впоследствии, чтобы выставить её на чемпионат мира 1995 года и Олимпийские игры 1996 года, спортивные чиновники подделали её документы, записав в них в качестве года рождения 1981 вместо 1982, и эта дата до сих пор фигурирует в некоторых базах данных.
В 1995 году Александра Маринеску стала обладательницей золотой медали чемпионата мира в составе команды. В 1996 году на Олимпийских играх в Атланте она стала обладательницей бронзовой медали в составе команды, а на чемпионате мира завоевала серебряную медаль в упражнениях на бревне. В 1997 году опять стала обладательницей золотой медали чемпионата мира в составе команды. В 1998 году из-за травмы спины завершила спортивную карьеру.